# Gran Consiglio (Soletta)
Il Gran Consiglio del Canton Soletta (in lingua tedesca Kantonsrat von Solothurn) è il parlamento del Canton Soletta.

## Elezione
L'elezione del Gran Consiglio avviene ogni 4 anni in contemporanea con quella del Consiglio di Stato.